# Narcisista por excelencia
«Narcisista por excelencia» es el primer sencillo del álbum Amantes sunt amentes, de la banda mexicana de rock, Panda. El sencillo fue lanzado el 4 de septiembre de 2006 en México y América Latina. 

## Video musical
El vídeo musical fue estrenado el 10 de septiembre de 2006 por MTV (Latinoamérica). La temática es principalmente sobre un joven de apariencia rebelde el cual se encuentra frente a un espejo cambiando su apariencia por una más usual y convencional. Al mismo tiempo se hacen interpretaciones de la banda en una biblioteca lo cual hace ironía debido a que normalmente estas deberían estar en completo silencio.

## Posicionamiento
| Lista (2004/2006)                     | Máxima posición |
| ------------------------------------- | --------------- |
| Romanian top 100                      | 73              |
| U.S. Billboard Hot Latin Songs        | 6               |
| U.S. Billboard Latin Pop Airplay      | 1               |
| U.S. Billboard Latin Tropical Airplay | 15              |
| Venezuela Singles Chart               | 5               |

## Otras versiones

### Versión de Adhara
En junio de 2024, la cantante mexicana Adhara lanzó una versión del tema con el título «Narcisista», en la cual fue apoyada por Jorge Vázquez Martínez «Kross», baterista y miembro original de Panda.